# Miura 1
El Miura 1 (anteriormente llamado ARION 1) es un vehículo de lanzamiento recuperable suborbital de la empresa española PLD Space. Está previsto que sea el primer vehículo de lanzamiento recuperable en Europa. El lanzamiento inicial de prueba, originalmente planeado para 2020, fue programado y suspendido primero el 31 de mayo y luego el 17 de junio de 2023. Finalmente fue lanzado exitosamente en el tercer intento, el 7 de octubre del mismo año desde la lanzadera del Campo de Tiro del Médano del Loro, en Almonte, Huelva.

## Desarrollo

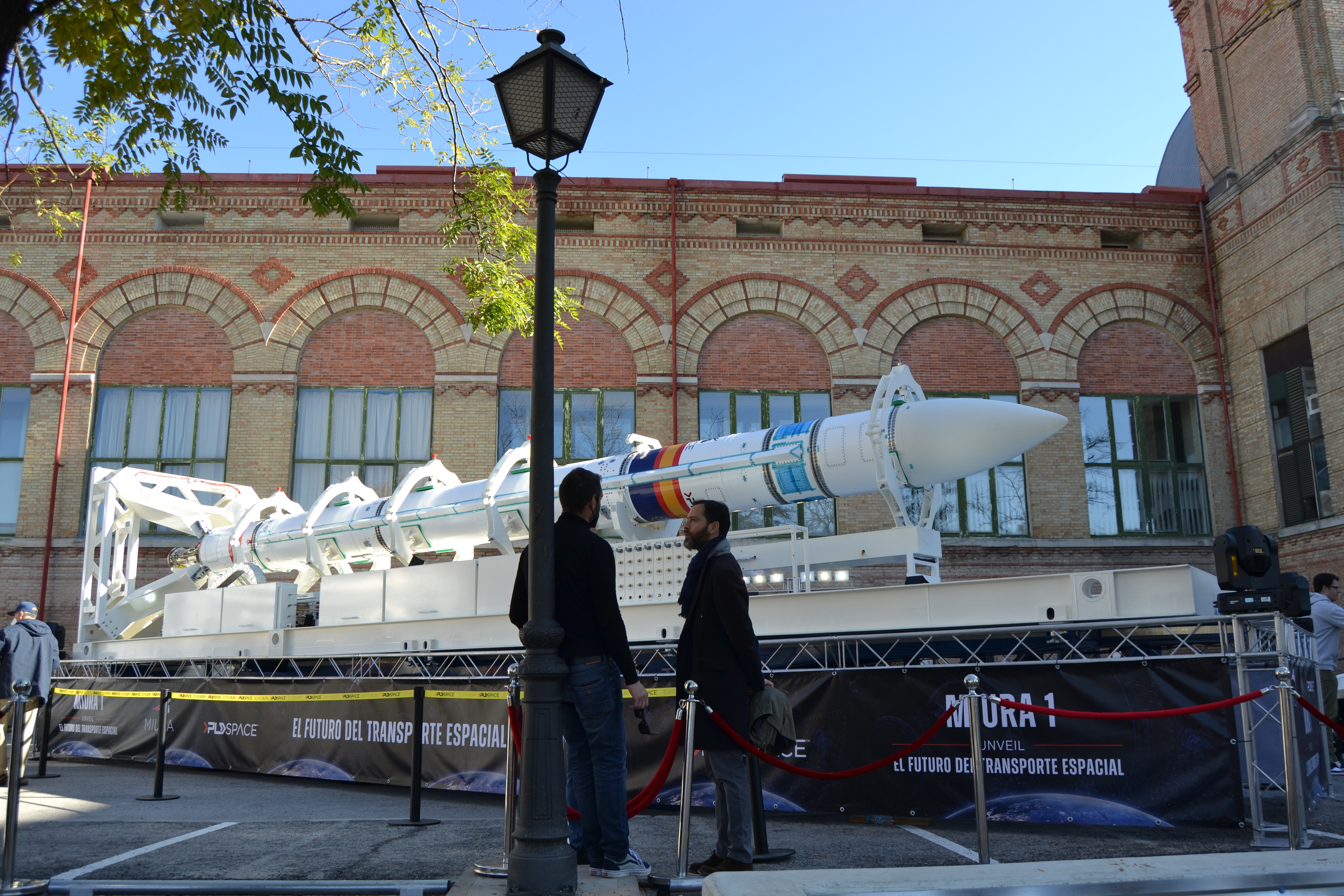
Miura 1 expuesto en Madrid en noviembre de 2021

Se propuso originalmente como un cohete de dos etapas capaz de lograr un vuelo suborbital. Originalmente se planeó tener 12 metros de largo, con una capacidad de 250 kg. Los motores debían usar oxígeno líquido y queroseno como propulsores.
En su diseño final, Miura 1 es un cohete de una etapa de 12,7 m de largo y 0,7 m de ancho, propulsado por el motor TEPREL-B con un ciclo de tanque presurizado. El vehículo puede volar con una carga útil de hasta 200 kg en una trayectoria suborbital. En su primera misión transportará 100 kg de carga útil hasta un apogeo de 150 km. Además, MIURA 1 está equipado con un sistema de recuperación que permite que PLD Space recupere y reutilice el vehículo de lanzamiento completo.
En diciembre de 2019 GMV anunció que el sistema de aviónica del Miura 1 había superado la fase de calificación.
En marzo de 2020 se realizó la prueba de esfuerzo de los tanques presurizados del Miura 1 para comprobar su capacidad para soportar la presión de trabajo (más de 400 bares) con resultado exitoso. Los COPV (Composite Overwrapped Pressure Vessel) se emplean para presurizar los tanques de propelentes y son un elemento fundamental de muchos lanzadores.
En julio de 2020 el Centro de Tecnología Espacial Aplicada y Microgravedad alemán (ZARM) completó con éxito los ensayos de vibración de su carga útil que volará en el primer lanzamiento (Test Flight-1) de Miura 1.
El 7 de abril de 2022 la empresa hizo el primer ensayo del lanzador completo en sus instalaciones de Teruel, siendo el primer ensayo en Europa de un cohete propulsado por combustible líquido.

## Diseño

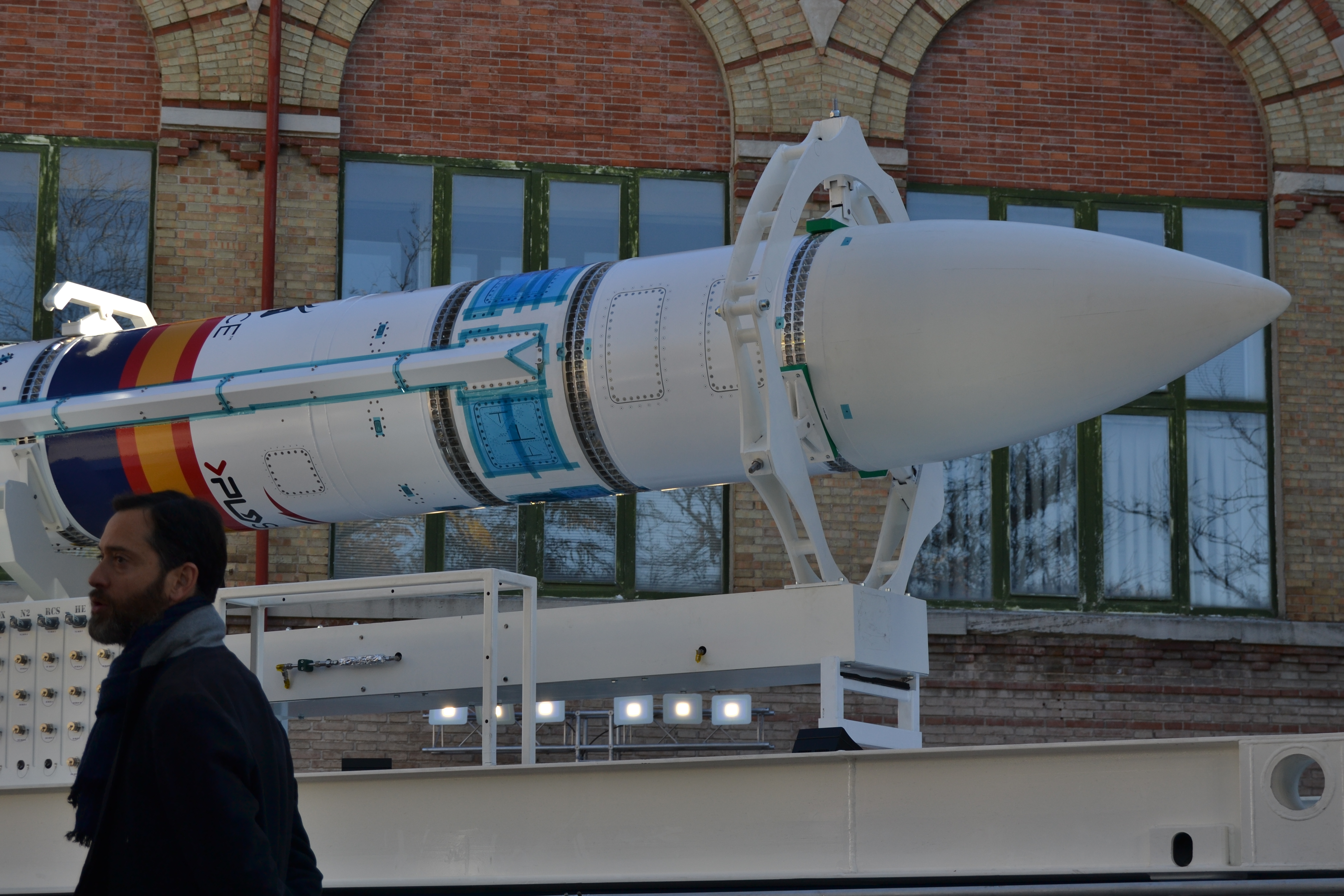
Detalle de la sección delantera del Miura 1.

El Miura-1 posee 4 compartimentos de carga. Las cargas experimentarán más de 4 minutos de microgravedad y algo menos de 5G de aceleración máxima durante la fase de ascenso. El vuelo completo del cohete durará 12,5 minutos, luego de los cuales, y gracias a su sistema de recuperación por paracaídas, se producirá el amerizaje a baja velocidad del vehículo en el océano.
El Miura 1 está destinado a ser utilizado para la investigación científica o el desarrollo de tecnología en un entorno de microgravedad y/o en la atmósfera superior. Además, aproximadamente el 70% de la tecnología desarrollada en MIURA 1 está planificada para ser utilizada en el microlanzador Miura 5.

## Lanzamientos

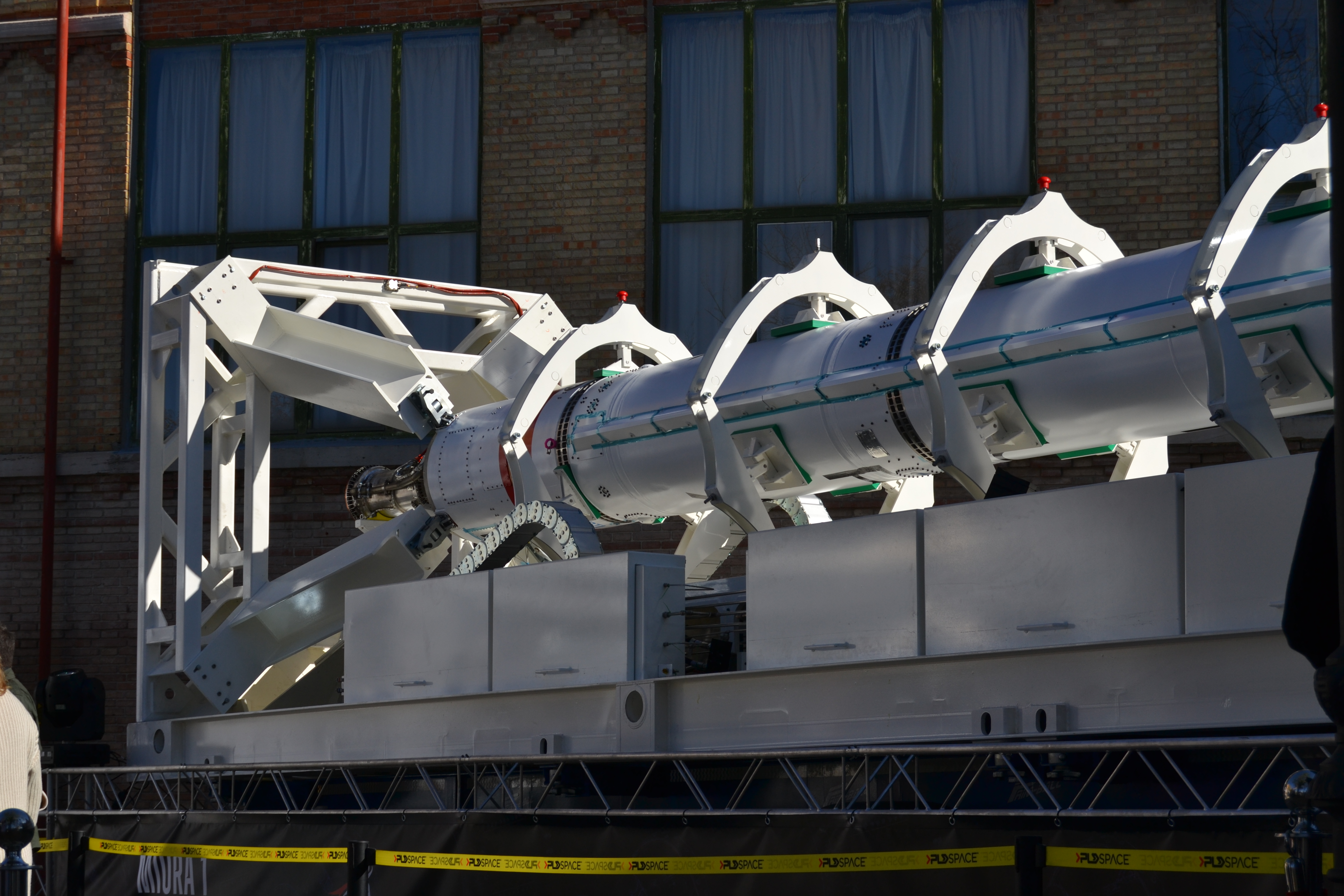
Detalle de la sección trasera del Miura 1.

El primer vuelo de prueba de MIURA 1 estaba previsto para el año 2020, con una carga del Centro de Tecnología Espacial Aplicada y Microgravedad alemán (ZARM). El servicio de vuelos comerciales comenzará más tarde en el mismo año con el aumento del número de vuelos en adelante hasta ocho lanzamientos suborbitales por año. 
Tras aplazarse el lanzamiento inicial desde la lanzadera del Campo de Tiro del Médano del Oro en Almonte (Huelva)administrada por  INTA en el Centro de Experimentación de El Arenosillo, Moguer (Huelva), primero para abril de 2023, y en última instancia, para finales de mayo, el MIURA 1 debía despegar el 31 de mayo de 2023 a partir de las 03:30 UTC (5:30, hora local, CEST). Las rachas de viento obligaron a un nuevo aplazamiento.
El segundo intento se realizó en la madrugada del día 17 de junio de 2023, desde la misma lanzadera. En palabras de Raúl Torres, cofundador y CEO de PLD Space en su perfil oficial de Twitter: "Hemos tenido un Abort automático debido a la NO liberación de los umbilicales de aviónica, el resto estaban libres y el motor a empuje nominal. 0,25 segundos de margen. MIURA1 esta sano. Analizamos los datos para disponer de más información." 
El tercer intento fue programado para sábado 7 de octubre a partir de las 2:00 de la madrugada (hora local, CEST). Finalmente a las 2:19 ( hora CEST) de dicho día tuvo lugar con éxito el lanzamiento del primer cohete europeo privado desde la lanzadera del Campo de Tiro del Médano del Loro, en Almonte,administrada por el CEDEA. Tras la reentrada cayó al océano Atlántico pero no pudo ser recuperado.
| Prueba | Fecha y Hora (UTC)                                                         | Carga | Lugar del lanzamiento                                    | Apogeo suborbital           | Estado   | Duración      |
| ------ | -------------------------------------------------------------------------- | --- | -------------------------------------------------------- | --------------------------- | -------- | ------------- |
| 1      | 31 de mayo de 2023                                                         | Experimento del ZARM                                                                                                | Lanzadera del Campo de Tiro del Médano del Oro (Almonte) | -                           | Abortado | -             |
| 1      | Abortado por excesivo viento en altura                                     | |                                                          |                             |          |               |
| 2      | 17 de junio de 2023                                                        | Experimento del ZARM                                                                                                | Lanzadera del Campo de Tiro del Médano del Oro (Almonte) | -                           | Abortado | -             |
| 2      | Aborto automático debido a la no liberación de los umbilicales de aviónica | |                                                          |                             |          |               |
| 3      | 7 de octubre de 2023                                                       | Experimento del ZARM (plataforma de experimentos de microgravedad), satélite de prueba de GMV (MiuraSat-1) y otros. | Lanzadera del Campo de Tiro del Médano del Oro (Almonte) | ≈ 46 kilómetros de altitud. | Éxito    | 306 segundos. |
| 3      | Lanzamiento exitoso                                                        | |                                                          |                             |          |               |